# Colegio Oficial de Físicos
El Colegio Oficial de Físicos (Cofis) es un colegio profesional en España creado en 1976 para «defender los intereses de los colegiados en el desarrollo de su actividad laboral y de proyectar la figura del físico».
La proposición de ley sobre la creación del Colegio fue presentado el 27 de julio de 1976 por Jesús Sancho Rof.
Desde el año 2010 el Colegio Oficial de Físicos otorga los Reconocimientos a la Excelencia Técnica y Profesional en Ciencias y Tecnologías Físicas. Con esta distinción colegial se pretende destacar a aquellos físicos que hayan alcanzado un nivel excelencia en distintas modalidades de ejercicio de la profesión de físico. Los galardonados pasan a formar parte de la Red de Innovación y Excelencia del Colegio.

## Presidentes
- Jesús Sancho Rof
- Francisco Iglesias Carreño
- Juan Ignacio Álvarez González